# Carlos Quipo
Carlos Eduardo Quipo Pilataxi (* 17. Mai 1990 in Quijos, Provinz Napo) ist ein ecuadorianischer Boxer im Halbfliegengewicht und war Teilnehmer der Olympischen Spiele 2012 und 2016.

## Karriere
Der Linksausleger erreichte das Viertelfinale bei den Panamerikanischen Spielen 2007 und nahm an den Weltmeisterschaften 2009 teil, wo er im Achtelfinale gegen Dawid Airapetjan ausschied. Darüber hinaus war er Bronzemedaillengewinner der Juegos Bolivarianos 2009 und Goldmedaillengewinner der ALBA-Games 2009.
2010 gewann er die Silbermedaille bei den Südamerikaspielen und die Goldmedaille bei den Panamerikameisterschaften. 2011 gewann er zudem Silber bei den ALBA-Spielen und nahm an den Weltmeisterschaften teil, wo er im Achtelfinale gegen Devendro Singh unterlag.
Bei der amerikanischen Olympiaqualifikation 2012 besiegte er Paulo Carvalho, Ceiber Ávila und Joselito Velásquez, womit er sich für die Olympischen Spiele 2012 qualifizierte. Dort schlug er Kelvin de la Nieve, schied aber dann gegen Kaew Pongprayoon aus.
Bei den Panamerikameisterschaften 2013 und 2015 verlor er jeweils gegen Yuberjen Martínez und gewann eine Bronzemedaille bei den Bolivarian Games 2013. Gegen Martínez verlor er zudem bei der amerikanischen Olympiaqualifikation 2016 und startete daraufhin bei der weltweiten Qualifikation, wo er im Viertelfinale gegen Joselito Velásquez unterlag. Bei der APB/WSB-Qualifikation 2016 konnte er sich mit einem Sieg gegen Leandro Blanc noch für die Olympischen Spiele 2016 qualifizieren, schied dort jedoch im Viertelfinale gegen Nico Hernández aus.
Bei den Panamerikameisterschaften 2017 gewann er eine Bronzemedaille und war damit für die Weltmeisterschaften 2017 qualifiziert, wo er im Achtelfinale gegen Amit Panghal scheiterte.